# 中華民國104年全國運動會游泳比賽
中華民國104年全國運動會游泳比賽於2015年10月18日至10月21日在高雄市立國際游泳池中舉行。

## 比賽項目
本屆游泳比賽設有三十八個比賽項目，包括：
- 男子自由式：50公尺、100公尺、200公尺、400公尺、1500公尺
- 女子自由式：50公尺、100公尺、200公尺、400公尺、800公尺
- 男子蛙式：50公尺、100公尺、200公尺
- 女子蛙式：50公尺、100公尺、200公尺
- 男子仰式：50公尺、100公尺、200公尺
- 女子仰式：50公尺、100公尺、200公尺
- 男子蝶式：50公尺、100公尺、200公尺
- 女子蝶式：50公尺、100公尺、200公尺
- 男子混合式：200公尺、400公尺
- 女子混合式：200公尺、400公尺
- 男子自由式接力：4×100公尺、4×200公尺
- 女子自由式接力：4×100公尺、4×200公尺
- 男子混合式接力：4×100公尺
- 女子混合式接力：4×100公尺

## 獎牌榜
| 排名 | 縣市 | 金牌 | 银牌 | 铜牌 | 總數 |
| ---- | ---- | ---- | ---- | ---- | ---- |
| 1    |      |      |      |      |      |
| 2    |      |      |      |      |      |
| 3    |      |      |      |      |      |
| 4    |      |      |      |      |      |
| 5    |      |      |      |      |      |
| 6    |      |      |      |      |      |
| 7    |      |      |      |      |      |
| 8    |      |      |      |      |      |
| 9    |      |      |      |      |      |
| 10   |      |      |      |      |      |
| 總計 |      |      |      |      |      |

## 各項成績

### 男子
| 項目                         | 金牌                                   | 金牌                   | 银牌                                   | 银牌                   | 铜牌                                   | 铜牌            |
| 50公尺自由式 （詳細）        | 吳浚鋒 （彰化縣）                      | 00:22.82 破大會 破全國 | 張國基 （臺北市）                      | 00:22.88 破大會 破全國 | 林建良 （臺北市）                      | 00:23.03        |
| 100公尺自由式 （詳細）       | 王郁濂 （高雄市）                      | 00:50.34 破大會        | 安廷耀 （高雄市）                      | 00:50.99               | 張國基 （臺北市）                      | 00:51.02        |
| 200公尺自由式 （詳細）       | 王郁濂 （高雄市）                      | 01:50.66 破大會        | 安廷耀 （高雄市）                      | 01:51.15 破大會        | 黃硯歆 （臺南市）                      | 01:52.75        |
| 400公尺自由式 （詳細）       | 許哲毓 （新竹市）                      | 03:57.45               | 鍾魏永杰（花蓮縣）                     | 03:58.72               | 黃國庭 （花蓮縣）                      | 03:59.18        |
| 1500公尺自由式 （詳細）      | 卓承齊 （新北市）                      | 15:35.17 破大會        | 許哲毓 （新竹市）                      | 15:37.07 破大會        | 黃國庭 （花蓮縣）                      | 15:49.09 破大會 |
|                              |                                        |                        |                                        |                        |                                        |                 |
| 50公尺蛙式 （詳細）          | 吳浚鋒 （彰化縣）                      | 00:28.41 破大會 破全國 | 陳信樺 （臺中市）                      | 00:28.72               | 許涵棚 （新北市）                      | 00:28.90        |
| 100公尺蛙式 （詳細）         | 李炫諺 （新竹市）                      | 01:01.79 破大會 破全國 | 許涵棚 （新北市）                      | 01:03.17               | 蔡秉融 （臺中市）                      | 01:04.14        |
| 200公尺蛙式 （詳細）         | 李炫諺 （新竹市）                      | 02:13.09 破大會 破全國 | 蔡秉融 （臺中市）                      | 02:16.26               | 溫仁豪 （新北市）                      | 02:16.71        |
|                              |                                        |                        |                                        |                        |                                        |                 |
| 50公尺仰式 （詳細）          | 王郁濂 （高雄市）                      | 00:25.85 破大會 破全國 | 林士傑 （高雄市）                      | 00:26.45               | 張國基 （臺北市）                      | 00:26.54        |
| 100公尺仰式 （詳細）         | 林士傑 （高雄市）                      | 00:56.83 破大會        | 王郁濂 （高雄市）                      | 00:56.95 破大會        | 簡士涵 （臺北市）                      | 00:57.43        |
| 200公尺仰式 （詳細）         | 林士傑 （高雄市）                      | 02:02.03 破大會 破全國 | 簡士涵 （臺北市）                      | 02:04.50               | 楊子賢 （臺北市）                      | 02:10.21        |
|                              |                                        |                        |                                        |                        |                                        |                 |
| 50公尺蝶式 （詳細）          | 周校永 （新北市）                      | 00:24.48 破大會 破全國 | 朱宸平 （臺中市）                      | 00:24.97               | 許志傑 （新北市）                      | 00:24.99        |
| 100公尺蝶式 （詳細）         | 朱宸平 （臺中市）                      | 00:54.64               | 許志傑 （新北市）                      | 00:54.72               | 蔡易霖 （新竹市）                      | 00:55.62        |
| 200公尺蝶式 （詳細）         | 許志傑 （新北市）                      | 02:01.65               | 蔡易霖 （新竹市）                      | 02:02.50               | 卓承齊 （新北市）                      | 02:03.89        |
|                              |                                        |                        |                                        |                        |                                        |                 |
| 200公尺混合式 （詳細）       | 溫仁豪 （新北市）                      | 02:04.09 破大會 破全國 | 黃硯歆 （臺南市）                      | 02:05.67               | 王澤 （新竹市）                        | 02:07.01        |
| 400公尺混合式 （詳細）       | 溫仁豪 （新北市）                      | 04:25.33 破大會        | 卓承齊 （新北市）                      | 04:25.61               | 周偉良 （臺中市）                      | 04:32.90        |
|                              |                                        |                        |                                        |                        |                                        |                 |
| 4×100公尺自由式接力 （詳細） | （高雄市） 林士傑 林建龍 安廷耀 王郁濂 | 03:27.56               | （臺北市） 余建億 張國基 林建良 楊子賢 | 03:28.52               | （新竹市） 王澤 許哲維 許哲毓 蔡易霖   | 03:31.55        |
| 4×200公尺自由式接力 （詳細） | （高雄市） 張博威 林士傑 安廷耀 王郁濂 | 07:33.15 破大會        | （新竹市） 王澤 許哲維 許哲毓 蔡易霖   | 07:33.38 破大會        | （臺中市） 王星皓 賴亮薰 蔡秉融 周偉良 | 07:44.96        |
| 4×100公尺混合式接力 （詳細） | （臺中市） 楊鈞堯 蔡秉融 朱宸平 賴亮薰 | 03:46.51 破大會        | （新北市） 陳彥錡 許涵棚 許志傑 溫仁豪 | 03:50.42               | （高雄市） 林士傑 劉志誠 安廷耀 王郁濂 | 03:51.58        |

### 女子
| 項目                         | 金牌                                   | 金牌                   | 银牌                                   | 银牌                   | 铜牌                                   | 铜牌     |
| 50公尺自由式 （詳細）        | 林姵彣 （臺中市）                      | 00:25.91 破大會        | 楊金桂 （高雄市）                      | 00:26.60               | 林洵雯 （彰化縣）                      | 00:26.63 |
| 100公尺自由式 （詳細）       | 林姵彣 （臺中市）                      | 00:56.92               | 墨俐兒 （高雄市）                      | 00:57.32               | 楊名萱 （高雄市）                      | 00:57.43 |
| 200公尺自由式 （詳細）       | 李彥妮 （屏東縣）                      | 02:03.50               | 楊金桂 （高雄市）                      | 02:04.62               | 楊名萱 （高雄市）                      | 02:05.06 |
| 400公尺自由式 （詳細）       | 楊名萱 （高雄市）                      | 04:22.24               | 張芳語 （臺中市）                      | 04:22.55               | 曾婕娟 （新北市）                      | 04:23.73 |
| 800公尺自由式 （詳細）       | 王怡臻 （新北市）                      | 08:57.88 破大會        | 楊名萱 （高雄市）                      | 09:05.46               | 張芳語 （臺中市）                      | 09:05.69 |
|                              |                                        |                        |                                        |                        |                                        |          |
| 50公尺蛙式 （詳細）          | 黃玟綺 （臺北市）                      | 00:32.51               | 林姵彣 （臺中市）                      | 00:32.68               | 廖曼汶 （臺中市）                      | 00:32.75 |
| 100公尺蛙式 （詳細）         | 廖曼汶 （臺中市）                      | 01:10.03 破大會 破全國 | 林姵彣 （臺中市）                      | 01:11.50               | 黃玟綺 （臺北市）                      | 01:12.08 |
| 200公尺蛙式 （詳細）         | 程琬容 （臺北市）                      | 02:29.19 破大會 破全國 | 廖曼汶 （臺中市）                      | 02:31.66               | 黃玟綺 （臺北市）                      | 02:33.34 |
|                              |                                        |                        |                                        |                        |                                        |          |
| 50公尺仰式 （詳細）          | 陳思綺 （新北市）                      | 00:29.23 破大會 破全國 | 徐安 （高雄市）                        | 00:29.61 破大會 破全國 | 余苡甄 （臺中市）                      | 00:29.86 |
| 100公尺仰式 （詳細）         | 陳思綺 （新北市）                      | 01:03.14 破大會 破全國 | 徐安 （高雄市）                        | 01:03.72 破大會 破全國 | 陳廷 （臺北市）                        | 01:05.14 |
| 200公尺仰式 （詳細）         | 徐安 （高雄市）                        | 02:15.91 破大會        | 范雅涵 （高雄市）                      | 02:18.22               | 陳思綺 （新北市）                      | 02:18.43 |
|                              |                                        |                        |                                        |                        |                                        |          |
| 50公尺蝶式 （詳細）          | 林姵彣 （臺中市）                      | 00:27.38 破大會 破全國 | 黃渼茜 （臺北市）                      | 00:27.73 破大會        | 余苡甄 （臺中市）                      | 00:28.04 |
| 100公尺蝶式 （詳細）         | 程琬容 （臺北市）                      | 01:00.72 破大會        | 陳俞蓉 （臺中市）                      | 01:02.38               | 丁聖祐 （臺北市）                      | 01:02.82 |
| 200公尺蝶式 （詳細）         | 程琬容 （臺北市）                      | 02:12.39               | 徐安 （高雄市）                        | 02:17.45               | 王怡臻 （新北市）                      | 02:18.29 |
|                              |                                        |                        |                                        |                        |                                        |          |
| 200公尺混合式 （詳細）       | 程琬容 （臺北市）                      | 02:16.42               | 楊名萱 （高雄市）                      | 02:18.63               | 徐安 （高雄市）                        | 02:20.96 |
| 400公尺混合式 （詳細）       | 程琬容 （臺北市）                      | 04:51.45               | 楊名萱 （高雄市）                      | 04:55.67               | 徐安 （高雄市）                        | 04:58.62 |
|                              |                                        |                        |                                        |                        |                                        |          |
| 4×100公尺自由式接力 （詳細） | （高雄市） 机庭芳 楊金桂 徐安 楊名萱   | 03:51.80 破大會        | （臺中市） 余苡甄 陳俞蓉 張芳語 林姵彣 | 03:55.12               | （臺北市） 宋欣憶 丁聖祐 程琬容 王子翎 | 03:57.68 |
| 4×200公尺自由式接力 （詳細） | （高雄市） 范雅涵 楊名萱 徐安 楊金桂   | 08:28.60               | （新北市） 劉家伶 張伊讓 王怡臻 曾婕娟 | 08:32.36               | （臺北市） 陳廷 宋欣憶 丁聖祐 程琬容   | 08:34.18 |
| 4×100公尺混合式接力 （詳細） | （臺中市） 余苡甄 廖曼汶 陳俞蓉 林姵彣 | 04:14.79 破大會        | （臺北市） 陳廷 黃玟綺 程琬容 宋欣憶   | 04:17.97               | （高雄市） 徐安 李文安 楊金桂 楊名萱   | 04:21.45 |

## 外部連結
- （繁體中文）中華民國104年全國運動會 官方網站